# Judy Garland
Judy Garland (rojena Frances Ethel Gumm), ameriška filmska igralka in pevka, * 10. junij 1922, Grand Rapids, Minnesota, ZDA, † 22. junij 1969, London, Združeno kraljestvo.
Judy je igralsko prvič nastopila pri dveh letih in pol, kasneje pa je najbolj zaslovela z glavno vlogo v mjuziklu Čarovnik iz Oza.
Tudi njena hči Liza Minelli je znana igralka in pevka.